# Landesamt für Verfassungsschutz Sachsen
Das Landesamt für Verfassungsschutz Sachsen (LfV Sachsen) ist ein deutscher Nachrichtendienst mit Sitz in Dresden. Die Behörde wurde am 3. November 1992 gegründet und untersteht dem Sächsischen Staatsministeriums des Innern. Im Haushaltsjahr 2024 waren für sie 220 Mitarbeiterstellen und ein Finanzvolumen von 20,7 Millionen Euro vorgesehen. Ihre Aufgabe ergeben sich aus dem Gesetz über den Verfassungsschutz im Freistaat Sachsen (SächsVSG).

## Sitz

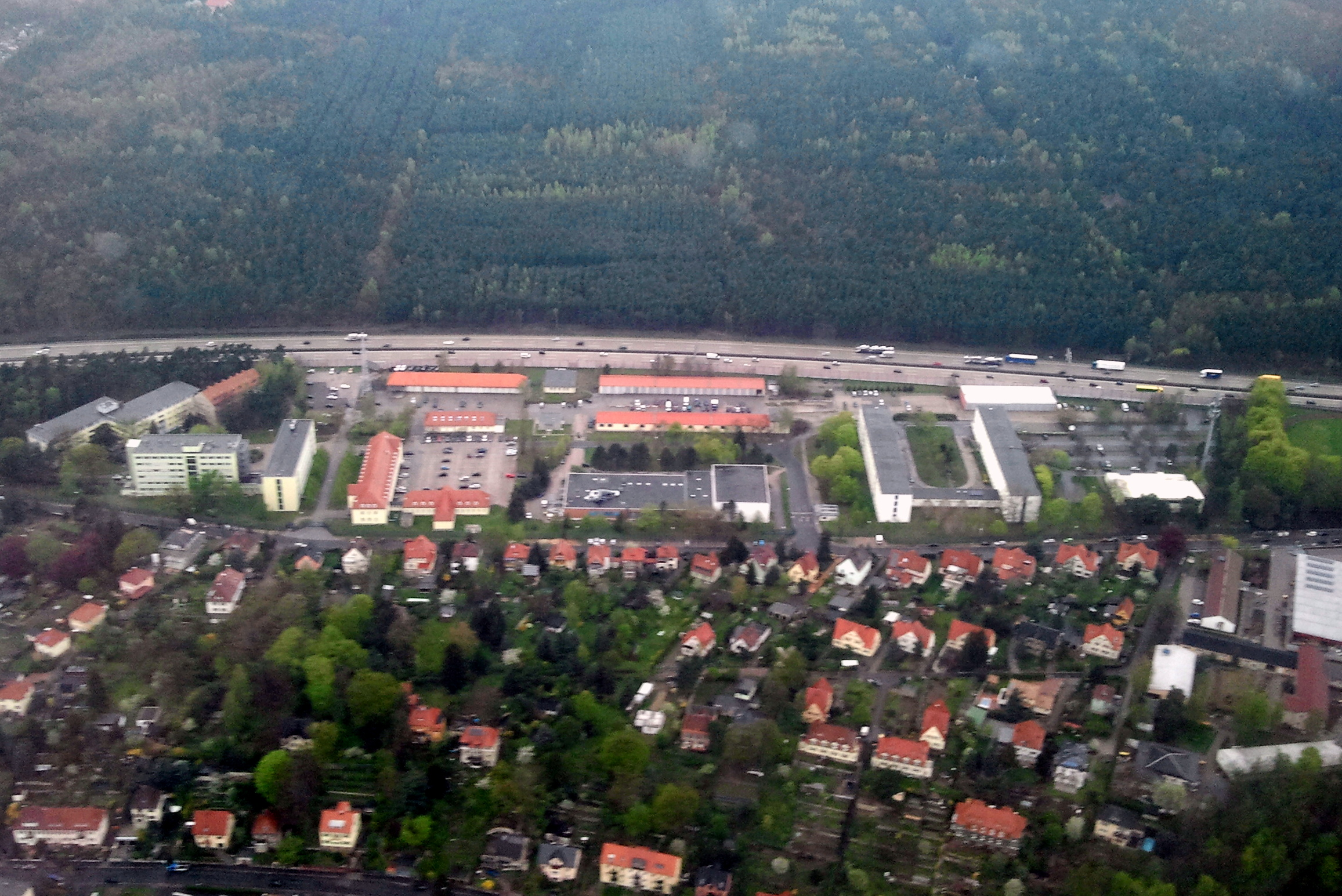
Luftbild des LfV & LKA Sachsen an der BAB 4 in Dresden

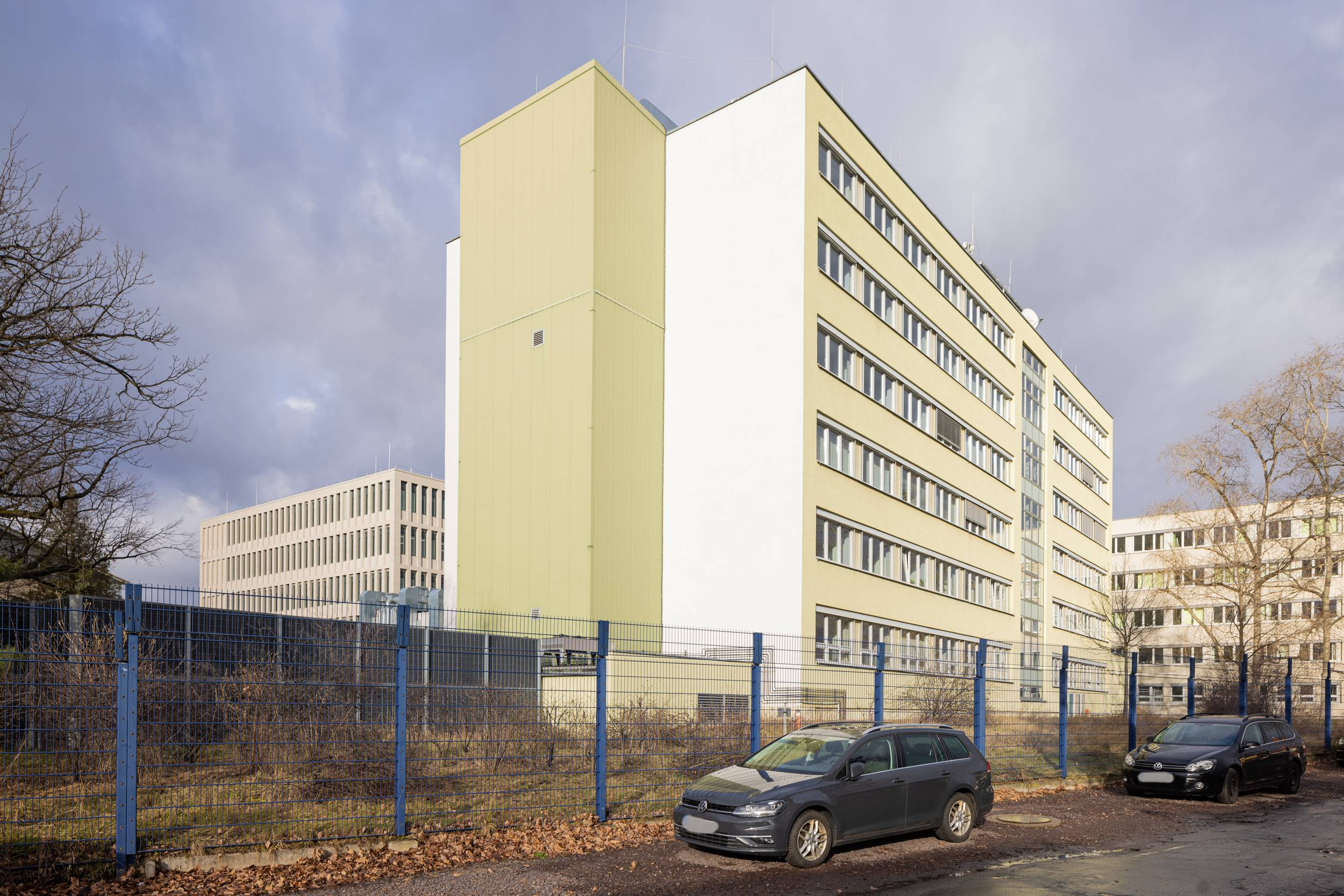
Landesamt für Verfassungsschutz, Neuländer Straße 60, Dresden

Das Landesamt für Verfassungsschutz Sachsen hat seinen Sitz wie die Generalstaatsanwaltschaft und das Landeskriminalamt (LKA) des Freistaates Sachsen in Dresden. Es befindet sich in der Neuländer Straße im nordwestlichen Stadtteil Trachau direkt am Stadtrand auf einem langgezogenen Grundstück zwischen der Neuländer Straße und der Bundesautobahn 4, welches es sich mit dem LKA Sachsen teilt. Damit liegt es knapp außerhalb des Elbtalkessels am Rand der Jungen Heide. Etwa 500 Meter nordöstlich des LfV-Geländes befindet sich die Autobahn-Anschlussstelle Dresden-Wilder Mann. Allerdings ist in Notfällen auch möglich, durch ein normalerweise verschlossenes Tor vom LfV-Gelände direkt auf die Autobahn in Richtung Bautzen/Berlin zu gelangen.
Die ältesten Gebäude des heutigen LfV-Geländes wurden bereits 1935 als Polizeikasernen errichtet. Zwischen 1945 und 1954 befand sich darin eine Klinik für Körperbehinderte. Danach wurden die Gebäude erweitert und in der DDR durch die Polizei genutzt. Im Jahre 1963 erfolgte auf dem Gelände die Einrichtung der Offiziersschule Fachschule Bereitschaften, die 1971 zur Offiziershochschule des Ministeriums des Innern Artur Becker – Bereitschaften erhoben wurde. Seither wurden dort die Offiziere der „Kasernierten Einheiten“ des MdI bis zur Ebene Kompaniechef ausgebildet.

## Gliederung
Das Landesamt gliedert sich in vier Abteilungen mit jeweils vier bis fünf Referaten:
- Abteilung 1: Zentralabteilung
- Abteilung 2: Beschaffung, Observation
- Abteilung 3: Auswertung Linksextremismus, Islamismus, Ausländerextremismus, Geheimschutz
- Abteilung 4: Auswertung Rechtsextremismus

## Geschichte
In den Jahren ab 1991 war das Bayerische Landesamt für Verfassungsschutz maßgeblich am Aufbau des LfV Sachsen beteiligt. Von der offiziellen Gründung des Landesamts bis 1996 wurde es von der parteilosen, westdeutschen Juristin Mathilde Koller geleitet, die zuvor beim Bundesamt für Verfassungsschutz tätig gewesen war. Sie war die erste Frau an der Spitze einer deutschen Verfassungsschutzbehörde. Ihr Leitbild war, „eine feine Analysebehörde“ zur „differenzierten Politikberatung“ aufzubauen, die möglichst unabhängig von der Polizei sein sollte. Im Jahr 1994 hatte das LfV 78 Mitarbeiter. In jedem Arbeitsbereich arbeitete mindestens ein erfahrener Verfassungsschützer westdeutscher Herkunft, über 80 Prozent des Personals kam aber aus Sachsen, vorwiegend aus technischen Berufen. Nach eigenen Angaben hatte das LfV keine Beschäftigten mit Stasi-Vergangenheit.
Durch eine Änderung des sächsischen Verfassungsschutzgesetzes im August 2003 bekam das LfV auch die Zuständigkeit für den „Schutz vor Organisierter Kriminalität“ (OK). Demnach wurde ein eigenes Referat für OK geschaffen, das kriminelle Netzwerke beobachten sollte, auch bereits „im Vorfeld“ der Begehung von Straftaten. Das Referat wurde von einer ehemaligen Staatsanwältin geleitet und überwiegend mit Polizisten besetzt. Das wurde von der Opposition als Durchbrechung des Trennungsgebotes zwischen Polizei und Nachrichtendiensten kritisiert. Anders als Polizei und Staatsanwaltschaft unterliegt der Verfassungsschutz nicht dem Legalitätsprinzip, wenn er Kenntnis von Straftaten erlangt, muss er kein Strafverfahren veranlassen. In einem abstrakten Normenkontrollverfahren erklärte der Verfassungsgerichtshof, dass die Beobachtung von organisierter Kriminalität nur zulässig sei, soweit diese sich „gegen die freiheitliche demokratische Grundordnung“ richtete. Mit einer erneuten Novelle des Verfassungsschutzgesetzes im April 2006 wurde die Zuständigkeit für die Beobachtung von „Bestrebungen und Tätigkeiten der Organisierten Kriminalität“ wieder gestrichen.

## Präsidenten
| Zeitraum                        | Name                  | Bemerkung |
| ------------------------------- | --------------------- | --- |
| Dezember 1992 – April 1996      | Mathilde Koller       | wechselte zum 15. April 1996 in die Sächsische Staatskanzlei, war von 2000 bis 2002 Staatssekretärin des Landes Berlin, ab 2009 bis Ende Juni 2012 Leiterin des Verfassungsschutzes in NRW. |
| 1996–1999                       | Eckehardt Dietrich    | kam aus Rheinland-Pfalz, ausgeschieden durch Eintritt in den Ruhestand |
| Juni 1999 – Ende 2002           | Reinhard Boos         | wechselte danach ins Dresdner Innenministerium |
| 2003 – Juni 2007                | Rainer Stock          | abberufen im Zuge der Sachsensumpf-Affäre |
| Juni 2007 – August 2012         | Reinhard Boos         | Rücktritt nach amtsinterner Panne im Rahmen der NSU-Affäre |
| 15. August 2012 – 30. Juni 2020 | Gordian Meyer-Plath   | zunächst kommissarisch für ein halbes Jahr |
| 1. Juli 2020 –                  | Dirk-Martin Christian | zuvor Referatsleiter Verfassungsschutz, Geheimnisschutz beim Innenministerium |

## Untersuchungsausschüsse
Der Sächsische Verfassungsschutz ist in seiner kurzen Geschichte von bisher zwei Untersuchungsausschüssen beleuchtet worden, die jeweils über die Grenze einer Legislaturperiode hinweg tagten:
- dem 2. Untersuchungsausschuss der 4. und 5. Wahlperiode „Kriminelle und korruptive Netzwerke in Sachsen“, auch „Sachsensumpf“ genannt, und
- dem 3. Untersuchungsausschuss der 5. Wahlperiode und 1. Untersuchungsausschuss der 6. Wahlperiode „Neonazistische Terrornetzwerke in Sachsen“.

Anders als die anderen NSU-Untersuchungsausschüsse des Bundestags und anderer Landtage tagt der sächsische Untersuchungsausschuss nur nicht-öffentlich.
Nur wenige Whistleblower treten an die Öffentlichkeit, wie zum Beispiel Simone Skroch (ehemals Henneck), die ehemalige Referatsleiterin für Organisierte Kriminalität im Sächsischen Verfassungsschutz, die vom „Bestehen fortwirkender Strukturen des ehemaligen Ministeriums für Staatssicherheit (MfS) in vielschichtiger Verbindung mit Organisierter Kriminalität“ sprach.

## Affären

### Sachsensumpf
Von 2003 bis 2006 hatte das LfV ein Referat für die Beobachtung von Organisierter Kriminalität (OK). Dies wurde im Juli 2005 vom Verfassungsgerichtshof aufgrund des Trennungsgebots zwischen Nachrichtendiensten und Polizei gerügt, soweit nicht im Einzelfall eine Bedrohung für die freiheitlich-demokratische Grundordnung bestünde. Bei einer Prüfung durch das Innenministerium, das damals von Thomas de Maizière geleitet wurde, wurde unter anderem von angeblichem sexuellem Missbrauch von Kindern durch namentlich bekannte Leipziger Richter und einen Staatsanwalt in den 1990er-Jahren berichtet, für den die als „Freier“ Beschuldigten aber nie belangt worden wären. Das Referat OK unter der Leitung der ehemaligen Staatsanwältin Simone Henneck vermutete mafiöse Strukturen, in denen Politiker und Justizvertreter mit Kriminellen vernetzt seien sowie einen Zusammenhang zu dem Mordanschlag auf einen Manager der Leipziger Wohnungs- und Baugesellschaft im Jahr 1994. Insgesamt stellte das Referat zu diesem Komplex 100 Aktenordner mit 15.600 Seiten zusammen. Das Innenministerium sah eine Gefährdung der freiheitlich-demokratischen Grundordnung bei allen Fallkomplexen für gegeben an und genehmigte die Fortsetzung der Datensammlung.
Nach einer Änderung des Verfassungsschutzgesetzes wurde das Referat OK wieder aufgelöst. Der Sächsische Datenschutzbeauftragte forderte daraufhin die Löschung der Daten, die in Überschreitung der Kompetenzen des LfV und damit rechtswidrig gesammelt worden seien. Die Parlamentarische Kontrollkommission (PKK) beschloss aber, das Material nicht zu löschen, sondern zur weiteren Aufklärung zu verwenden. Der neue Innenminister Albrecht Buttolo warnte vor dem Landtag vor mafiösen Netzwerken in Sachsen, in die auch lokale Amtsträger verwickelt seien. Überregionale Medien berichteten vom „Sachsensumpf“, insbesondere über die als angebliche „Freier“ in einem Kinderbordell genannten Richter und einen Staatsanwalt.
Später erklärte das LfV, dessen Leitung kurz zuvor Reinhard Boos übernommen hatte, aber, die Referatsleiterin Henneck hätte die Akten manipuliert, die Bedeutung von Vorwürfen und Gerüchten überbewertet und allgemein unprofessionell agiert. Eine externe Prüfkommission bestätigte das. Nach Ansicht der Staatsanwaltschaft Dresden waren die vom Referat OK gesammelten Materialien strafrechtlich nicht verwertbar. Gegen Henneck wurden Disziplinar- und Strafverfahren geführt.
Ein Untersuchungsausschuss zu „kriminelle[n] und korruptive[n] Netzwerke in Sachsen“ tagte von 2007 bis 2009 und – nach Ende der Legislaturperiode – erneut von 2010 bis 2014. Er kam zu keinem eindeutigen Ergebnis. Während die Vertreter der Regierungsfraktionen CDU und FDP die Existenz eines „Sachsensumpfes“ für widerlegt ansahen und die ehemalige Leiterin des Referats OK und ihren Haupt-Informanten, einen Leipziger Kriminalbeamten, verantwortlich machten, hatten die Vertreter der Oppositionsfraktionen Die Linke, SPD und Grüne weitere Zweifel und kritisierten vor allem den Umgang der Staatsregierung und der Justiz mit der Affäre.

### NSU
Sachsens Verfassungsschutzpräsident Reinhard Boos ist am 11. Juli 2012 im Rahmen der NSU-Ermittlungspannen zurückgetreten. Es seien Protokolle des Bundesamtes für Verfassungsschutz zu einer Telefonüberwachung von Ende 1998 aufgetaucht, die längst als verloren galten und nicht in die parlamentarische Kontrolle miteinbezogen wurden.
Der Verfassungsschutz hat Hinweise ignoriert, wonach ein „Blood & Honour“-Mitglied das untergetauchte NSU-Trio mit Waffen versorgen wollte.
Am 18. Juli 2012 berief der Innenminister Sachsens, Markus Ulbig, mit Wirkung ab 1. August eine unabhängige Kommission zur Neuordnung des Landesverfassungsschutzes. Ihr gehören der ehemalige Präsident des baden-württembergischen Landesamtes für Verfassungsschutz Helmut Rannacher, die ehemalige Generalbundesanwältin Monika Harms und der ehemalige Präsident des Sächsischen Rechnungshofes Franz Josef Heigl an.
Das Landesamt hat im Juni 1995 Unterlagen vom Militärischen Abschirmdienst (MAD) über den späteren Rechtsterroristen Uwe Mundlos erhalten. Es ist innerhalb des Landesamtes nicht dokumentiert, was damit im Jahr 1998 gemacht wurde, als die Fahndung nach der Terrorgruppe begann, und warum die Unterlagen jetzt unvollständig sind.
Eine Abhörmaßnahme des LfV Sachsen gegen das NSU-Trio lief von Mai 2000 bis November 2010.
Das Fernsehmagazin Frontal21 berichtete am 28. Februar 2012:

„Bei einer Observation im Sommer 2000 fotografierten sächsische Verfassungsschützer die rechtsexteme ‚Weiße Bruderschaft‘ in Johanngeorgenstadt. Dabei wurde offenbar auch Uwe Mundlos, der damals im Untergrund lebte, fotografiert. Doch erst elf Jahre später, im November 2011, übermittelte der Verfassungsschutz die Observationsfotos an das Bundeskriminalamt.“

Nach dem Auffliegen des NSU-Trios im November 2011 wurden mehr als 800 Aktenstücke zur rechtsextremen Szene vernichtet. Laut einem Prüfbericht des Datenschutzbeauftragten Andreas Schurig wurden bei der Löschung die gesetzlichen Vorschriften eingehalten. Es ist aber unklar, ob auch Akten mit Informationen über das NSU-Trio vernichtet worden sind.
Im Juni 2012 wurde der stellvertretende sächsische Verfassungsschutzpräsident Olaf Vahrenhold versetzt. Die Gründe waren, unter anderem, drei neu aufgetauchte Akten – es handelte sich dabei um Informationen zum „Ku-Klux-Klan“, „Blood & Honour“ und der Operation „Terzett“.

### Datenaffäre
Im Sommer 2020 entließ Innenminister Roland Wöller den Präsidenten Gordian Meyer-Plath. Sein Nachfolger wurde Dirk-Martin Christian. Der neue Präsident hatte zuvor in seiner Funktion als Fachaufseher des Verfassungsschutzes im Innenministerium eine Anweisung gegeben, Daten über AfD-Abgeordnete zu löschen. Darunter befanden sich Daten vierer Landtagsabgeordneter, eines Europaabgeordneten sowie dreier Bundestagsabgeordneter, einschließlich des Parteivorsitzenden Tino Chrupalla. Der vorherige Präsident Meyer-Plath hatte sich dem wochenlang widersetzt.
Im Juni 2021 wurde im Rahmen der Untersuchungen dieser Ereignisse bekannt, dass auch über Sachsens Wirtschaftsminister und stellvertretenden Ministerpräsidenten Martin Dulig (SPD) sowie fast alle Landtagsabgeordneten, darunter Rico Gebhardt, Marco Böhme (beide Linke), Christin Melcher und Valentin Lippmann (beide Grüne), über viele Jahre illegal öffentlich zugängliche Daten gesammelt wurden, ohne dass eine nachrichtendienstliche Relevanz vorlag.